# Пет Браун
Едмунд Джеральд «Пет» Браун (21 квітня 1905 — 16 лютого 1996) — американський політик і юрист, який працював 32-м губернатором Каліфорнії з 1959 по 1967 рік. Вважається одним із будівників сучасної Каліфорнії.

## Біографія
Народившись у Сан-Франциско, Браун на початку зацікавився виступами та політикою. Він кинув коледж і здобув ступінь бакалавра права. Закінчив юридичну освіту в 1927 році. Його першою обраною посадою був окружний прокурор Сан-Франциско, він був обраний генеральним прокурором Каліфорнії в 1950 році, перш ніж стати губернатором штату в 1959 році. Залишався на цій посаді до січня 1967 року. Згодом його син Джеррі Браун теж обіймав цю посаду.